# Ephies japonicus
Ephies japonicus là một loài bọ cánh cứng trong họ Cerambycidae.